# El Cogulló (la Vansa i Fórnols)
El Cogulló és una muntanya de 1.403 metres que es troba al municipi de la Vansa i Fórnols, a la comarca de l'Alt Urgell.